# Werner Dobritz
Werner Dobritz (* 28. Februar 1947 in Hamburg) ist ein deutscher Politiker der Sozialdemokratischen Partei Deutschlands (SPD).

## Leben
Dobritz machte eine Ausbildung zum Maschinenschlosser und zum Industriekaufmann. Danach folgte ein Studium der Volkswirtschaftslehre mit Abschluss zum Diplom-Volkswirt. Er war als Geschäftsführender Vorstand der Rudolf-Ballin-Stiftung e.V. tätig.

## Politik
Er ist seit 1966 Mitglied in der SPD.
Von 1986 bis 2008 war er Mitglied der Hamburgischen Bürgerschaft. Dort saß er für seine Fraktion zuletzt im Sportausschuss und Stadtentwicklungsausschuss.